# Kharagpur

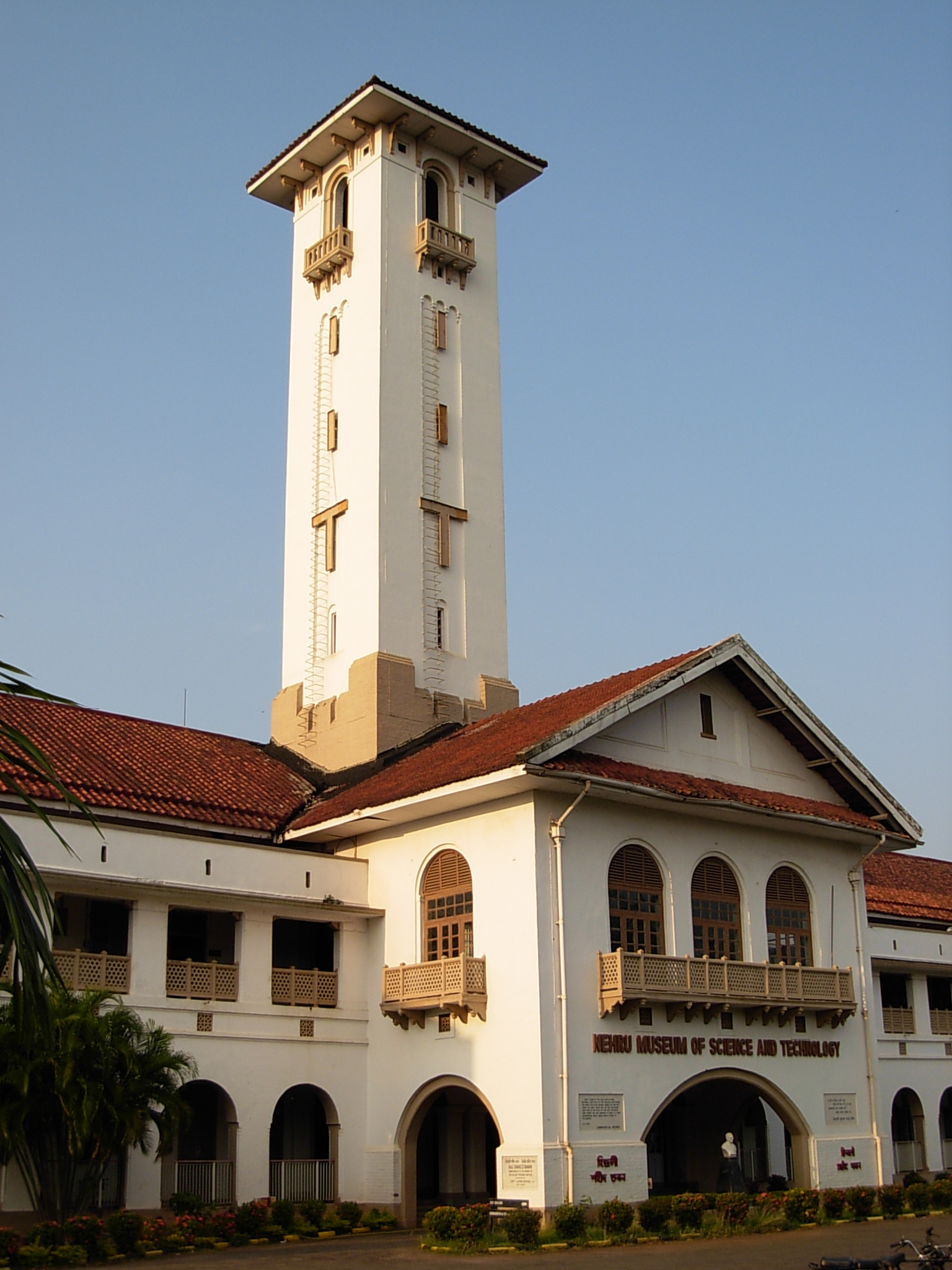
Byggnad vid Indian Institute of Technology i Kharagpur.

Kharagpur (bengali খড়্গপুর) är en stad i Indien. Den är belägen i distriktet Paschim Medinipur i delstaten Västbengalen. Folkmängden uppgick till 207 604 invånare vid folkräkningen 2011, med förorter 299 683 invånare.